# Fjodor Filippowitsch Konjuchow

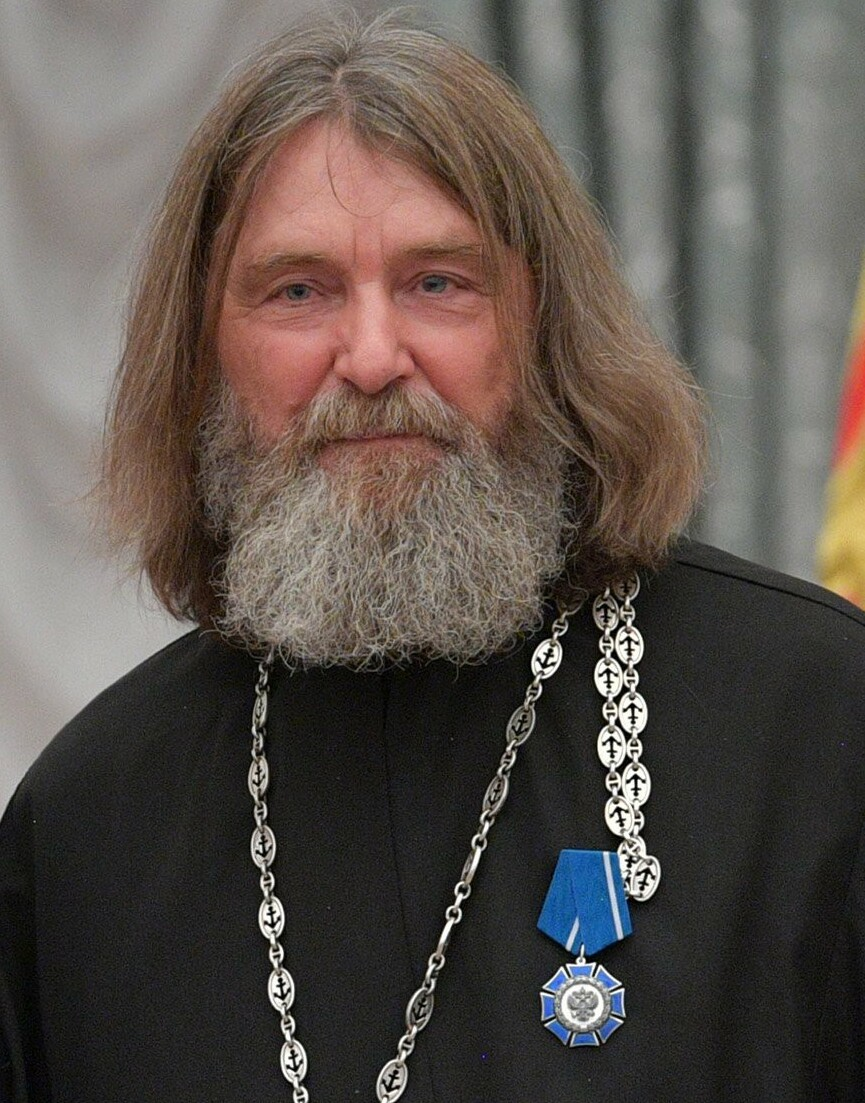
Fjodor Filippowitsch Konjuchow (2018)

Fjodor Filippowitsch Konjuchow (russisch Фёдор Филиппович Конюхов, * 12. Dezember 1951 in Tschkalowo, Oblast Saporischschja, Ukrainische SSR) ist ein russischer Abenteurer, Reisender, Schriftsteller, Maler und Priester der Ukrainisch-Orthodoxen Kirche Moskauer Patriarchats. Er ist der erste Russe, der auf allen Seven Summits sowie am Nordpol und am Südpol war (sog. Explorers Grand Slam).
Konjuchow, der väterlicherseits von den nordrussischen Pomoren abstammt, absolvierte die Odessaer Hochschule für Seefahrt und nahm als junger Mann am Vietnamkrieg an der Seite der Vietcong teil. Im fortgeschrittenen Alter absolvierte er die Geistliche Akademie Sankt Petersburg.
Zu seinen Errungenschaften als Extremsportler zählt unter anderem die selbständige Überquerung des Atlantischen Ozeans in einem Ruderboot in einer Weltrekordzeit von 46 Tagen 4 Stunden, eine von seinen insgesamt siebzehn Atlantik-Überquerungen. Eine analoge Überquerung des Pazifischen Ozeans in einer Weltrekordzeit von 159 Tagen und 15 Stunden vollbrachte er im Jahr 2014. Als erster Russe machte er eine Nonstop-Weltumseglung mit einer Yacht und war Sieger beim Antarctica Cup Race Track. Im Juli 2016 stellte er den Rekord für die schnellste Solo-Weltumrundung im Ballon auf. Er benötigte 11 Tage, zwei weniger als Steve Fossett im Jahre 2002. Konjuchow hat insgesamt 5 Weltumrundungen gemacht.
Konjuchow ist Mitglied der Russischen Geographischen Gesellschaft, Träger des Ordens der Völkerfreundschaft (1988), Ehrenmitglied der Russischen Akademie der Künste, Mitglied im Russischen Schriftstellerverband. Insgesamt ist Konjuchow Autor von neun veröffentlichten Werken und von über 3000 Gemälden und Zeichnungen.